# Biathlon ai XXII Giochi olimpici invernali - Staffetta mista 2x6 km + 2x7,5 km
Nel biathlon ai XXII Giochi olimpici invernali la gara della staffetta mista si disputò nella giornata del 19 febbraio nella località di Krasnaja Poljana sul comprensorio sciistico Laura. Questa gara segnò il debutto della specialità nel programma olimpico.
La squadra campione mondiale in carica, che aveva conquistato l'oro nella rassegna iridata di Nové Město na Moravě 2013, era quella norvegese formata da Tora Berger, Synnøve Solemdal, Tarjei Bø ed Emil Hegle Svendsen.
La nazionale norvegese composta da Tora Berger, Tiril Eckhoff, Ole Einar Bjørndalen ed Emil Hegle Svendsen vinse la medaglia d'oro, quella ceca di Veronika Vítková, Gabriela Soukalová, Jaroslav Soukup ed Ondřej Moravec la medaglia d'argento e quella italiana di Dorothea Wierer, Karin Oberhofer, Dominik Windisch e Lukas Hofer la medaglia di bronzo.
In data 21 febbraio 2014 il Comitato Olimpico Internazionale accertò una violazione delle normative antidoping da parte della tedesca Evi Sachenbacher-Stehle, annullando il risultato ottenuto dalla sciatrice e conseguentemente revocando anche il piazzamento nella staffetta dalla squadra tedesca; il giorno successivo l'International Biathlon Union modificò dunque il risultato della gara. Nei mesi di novembre e dicembre del 2017, successivamente allo scandalo doping in Russia, lo stesso Comitato Olimpico Internazionale accertò altresì un'infrazione delle normative sull'uso di sostanze proibite da parte delle russe Ol'ga Viluchina e Ol'ga Zajceva in occasione delle Olimpiadi di Soči, annullando così i risultati ottenuti dalle due sciatrici. Le due atlete presentarono ricorso contro tale decisione e il 24 settembre 2020 il Tribunale Arbitrale dello Sport si pronunciò definitivamente sulla squalifica inflitta dal CIO, annullando la sanzione a Viluchina, ma confermando quella imposta a Zajceva; di conseguenza il risultato raggiunto dalla formazione russa nella staffetta venne revocato.

## Classifica di gara
| Pos. | Nazione     | Atleti                                                                    | Tempo     | Errori (P+S) | Distacco |
| ---- | ----------- | ------------------------------------------------------------------------- | --------- | ------------ | -------- |
|      | Norvegia    | Tora Berger Tiril Eckhoff Ole Einar Bjørndalen Emil Hegle Svendsen        | 1h09'17"0 | 0+2          | –        |
|      | Rep. Ceca   | Veronika Vítková Gabriela Soukalová Jaroslav Soukup Ondřej Moravec        | 1h09'49"6 | 0+7          | +0'32"6  |
|      | Italia      | Dorothea Wierer Karin Oberhofer Dominik Windisch Lukas Hofer              | 1h10'15"2 | 0+6          | +0'58"2  |
| DSQ  | Russia      | Ol'ga Zajceva Ol'ga Viluchina Evgenij Garaničev Anton Šipulin             | 1h11'04"4 | 1+8          | +1'47"4  |
| 5    | Slovacchia  | Jana Gereková Anastasija Kuz'mina Pavol Hurajt Matej Kazár                | 1h11'04"7 | 0+10         | +1'47"7  |
| 6    | Francia     | Marie Dorin Anaïs Bescond Jean-Guillaume Béatrix Martin Fourcade          | 1h12'04"3 | 1+8          | +2'47"3  |
| 7    | Ucraina     | Natal'ja Burdyga Marija Panfilova Andrij Deryzemlja Serhij Semenov        | 1h12'05"2 | 1+8          | +2'48"2  |
| 8    | Stati Uniti | Susan Dunklee Hannah Dreissigacker Tim Burke Lowell Bailey                | 1h12'20"1 | 1+13         | +3'03"1  |
| 9    | Austria     | Lisa Hauser Katharina Innerhofer Daniel Mesotitsch Friedrich Pinter       | 1h12'34"8 | 1+7          | +3'17"8  |
| 10   | Bielorussia | Ljudmila Kalinčyk Nastassja Dubarėzava Uladzimir Čapelin Evgeny Abramenko | 1h13'11"8 | 0+9          | +3'54"8  |
| 11   | Canada      | Megan Imrie Rosanna Crawford Brendan Green Scott Perras                   | 1h13'27"7 | 0+8          | +4'10"7  |
| 12   | Svizzera    | Elisa Gasparin Selina Gasparin Benjamin Weger Simon Hallenbarter          | 1h13'33"9 | 0+9          | +4'16"9  |
| 13   | Polonia     | Krystyna Pałka Magdalena Gwizdoń Łukasz Szczurek Krzysztof Pływaczyk      | 1h13'36"0 | 0+6          | +4'19"0  |
| 14   | Kazakistan  | Elena Chrustalëva Darya Usanova Yan Savitskiy Anton Pantov                | 1h15'46"4 | 0+6          | +6'29"4  |
| 15   | Estonia     | Kadri Lehtla Daria Yurlova Kauri Kõiv Daniil Steptšenko                   | a 1 giro  | 6+17         | -        |
| DSQ  | Germania    | Evi Sachenbacher-Stehle Laura Dahlmeier Daniel Böhm Simon Schempp         | 1h10'58"3 | 0+9          | +1'41"3  |

Data: Mercoledì 19 febbraio 2014 

Ora locale: 18:30 

Pista: Laura 

Legenda:
- DNS = non partiti (did not start)
- DNF = prova non completata (did not finish)
- DSQ = squalificati (disqualified)
- Pos. = posizione
- P = a terra
- S = in piedi